# Плотность заряда
Пло́тность заря́да — количество электрического заряда, приходящееся на единицу длины, площади или объёма. Таким образом определяются линейная, поверхностная и объёмная плотности заряда, которые в системе СИ измеряются в кулонах на метр (Кл/м), в кулонах на квадратный метр (Кл/м²) и в кулонах на кубический метр (Кл/м³), соответственно. В отличие от плотности вещества, плотность заряда может принимать не только положительные, но и отрицательные значения, поскольку существуют заряды обоих знаков.

## Плотность заряда в классической физике
Линейная, поверхностная и объёмная плотности электрического заряда обычно задаются функциями {\displaystyle \lambda ({\vec {r}})}, {\displaystyle \sigma ({\vec {r}})} и {\displaystyle \rho ({\vec {r}})}, соответственно, где {\displaystyle {\vec {r}}} — радиус-вектор. Зная эти функции, можно определить полный заряд:
{\displaystyle Q=\int \limits _{L}\lambda ({\vec {r}})\operatorname {d} l},
{\displaystyle Q=\int \limits _{S}\sigma ({\vec {r}})\operatorname {d} S},
{\displaystyle Q=\int \limits _{V}\rho ({\vec {r}})\operatorname {d} V}.

## Плотность заряда в квантовой механике
В квантовой механике плотность заряда, например электрона в атоме, связана с волновой функцией {\displaystyle \psi ({\vec {r}})} через соотношение
{\displaystyle \rho ({\vec {r}})=q|\psi ({\vec {r}})|^{2}},
где {\displaystyle q} — заряд электрона. При этом волновая функция должна иметь нормировку:
{\displaystyle \int |\psi ({\vec {r}})|^{2}\operatorname {d} V=1}.

## Определение плотности заряда через δ-функцию
Иногда требуется записать объёмную плотность заряда для системы из точечных зарядов {\displaystyle q_{a}} ({\displaystyle a=1,2,\ldots }). Это может быть сделано с использованием δ-функции:
{\displaystyle \rho ({\vec {r}})=\sum _{a}q_{a}\delta ({\vec {r}}-{\vec {r}}_{a})},
где сумма берётся по всем имеющимся зарядам, а {\displaystyle {\vec {r}}_{a}} — радиус-вектор заряда {\displaystyle q_{a}}.
Полный заряд, находящийся во всём пространстве, равен интегралу {\displaystyle \int \rho dV} по всему пространству. Можно написать этот интеграл в четырёхмерном виде:
{\displaystyle Q=\int \rho dV={\frac {1}{c}}\int j^{0}dV={\frac {1}{c}}\int j^{i}ds_{i}},
где интегрирование производится по всей четырёхмерной гиперплоскости, перпендикулярной к оси x0 (очевидно, что это и означает интегрирование по всему трёхмерному пространству). {\displaystyle j^{i}} — 4-вектор плотности тока.

## Плотность заряда в формулах электродинамики
Объёмная плотность заряда в явном виде фигурирует в одном из уравнений Максвелла: ({\displaystyle \operatorname {div} {\vec {D}}=\rho }). Кроме того, она входит в уравнение непрерывности {\displaystyle \operatorname {div} {\vec {j}}+{\frac {\partial \rho }{\partial t}}=0}.
Поверхностная плотность заряда входит в граничные условия для нормальных компонент электрической индукции на стыке двух сред: {\displaystyle D_{2n}-D_{1n}=\sigma }.
Плотность заряда в любом варианте (объёмная, поверхностная, линейная) может использоваться при вычислении напряжённости электрического поля или потенциала путём интегрирования закона Кулона
{\displaystyle {\vec {E}}({\vec {r}})={\frac {1}{4\pi \varepsilon _{0}}}\int {\frac {({\vec {r}}-{\vec {\hat {r}}})\,dQ({\vec {\hat {r}}})}{|{\vec {r}}-{\vec {\hat {r}}}|^{3}}},\qquad \varphi ({\vec {r}})={\frac {1}{4\pi \varepsilon _{0}}}\int {\frac {dQ({\vec {\hat {r}}})}{|{\vec {r}}-{\vec {\hat {r}}}|}}},
где элемент заряда {\displaystyle dQ} записывается как {\displaystyle \rho dV}, {\displaystyle \sigma dS} или {\displaystyle \lambda dl} в зависимости от конкретной задачи.